# Götz Harnischfeger
Götz Harnischfeger (* 12. Januar 1939 in Mülheim an der Ruhr; † 22. April 2016) war ein deutscher Pharmazeut und Chemiker sowie Botaniker.

## Leben
Götz Harnischfeger studierte nach dem Abitur am Gymnasium Georgianum in Lingen Pharmazie an der Universität Frankfurt nach dem Abitur 1958 am Gymnasium Georgianum in Lingen und wurde 1965 als Apotheker approbiert. An der Florida State University absolvierte er ein Doktoratsstudium in Chemie. Nach seinem PhD 1970 war er Post-Doc an der Georg-August-Universität Göttingen. 1976 habilitierte er sich an der Universität Göttingen und erhielt die veni legendi in Botanik. 1982 erfolgte die Ernennung zum außerplanmäßigen Professor für die Biochemie der Pflanze. Von 1979 bis 2004 war er in verschiedenen Managementpositionen der phytopharmazeutischen Industrie tätig, unter anderem bei Schaper & Brümmer.
Er galt als Experte für das europäische Arzneibuch und engagierte sich insbesondere für die Weiterentwicklung von Hagers Handbuch der Pharmazeutischen Praxis.
Harnischfeger ist zusammen mit Wolfgang Grimm und Martin Tegtmeier Verfasser des Standardwerkes Stabilitätsprüfung in der Pharmazie. Er war Mitglied der Deutschen Botanischen Gesellschaft, Deutsche Pharmazeutischen Gesellschaft, Gesellschaft Deutscher Chemiker und der Deutschen Gesellschaft für Arzneipflanzenforschung. Für sein gesundheitspolitisches, wissenschaftliches und wirtschaftliches Engagement erhielt der 1999 das Bundesverdienstkreuz am Bande des Verdienstordens der Bundesrepublik Deutschland.
Er war seit 1962 Mitglied der katholischen Studentenverbindung KDStV Badenia (Straßburg) Frankfurt am Main im CV.
Götz Harnischfeger engagierte sich für zahlreiche Sozialprojekte im Heiligen Land und war Mitglied im Deutschen Verein vom Heiligen Lande. 1996 wurde er von Kardinal-Großmeister Carlo Furno zum Ritter des Ritterordens vom Heiligen Grab zu Jerusalem ernannt und am 12. Oktober 1996 im Fuldaer Dom durch Anton Schlembach, Großprior des Ordens in Deutschland, investiert und später zum Offizier sowie Großoffizier ernannt.

## Schriften
- Anwendung von Fluoreszenzfarbstoffen zur biochemischen Analyse photosynthetischer Vorgänge, Göttingen 1976 (Habilitationsschrift)
- mit Helga Stolze: Bewährte Pflanzendrogen in Wissenschaft und Medizin, Bad Homburg/Melsungen 1983, ISBN 3-88907-001-9
- Qualitätskontrolle von Phytopharmaka, Thieme 1985, ISBN 3-13-673401-7
- mit Wolfgang Grimm, Martin Tegtmeier: Stabilitätsprüfung in der Pharmazie: Theorie und Praxis, ECV Editio Cantor 3. Auflage 2011, ISBN 978-3-87193-408-7